# كأس البرتغال 2018–19
كأس البرتغال 2018–19 (بالبرتغالية: Taça de Portugal de 2018–19‏) هو الموسم 79 من  كأس البرتغال. أقيم خلال الفترة 8 سبتمبر 2018 وحتى 25 مايو 2019، وأشرف على تنظيمه اتحاد البرتغال لكرة القدم، وكان عدد الأندية المشاركة فيه  144، وفاز فيه سبورتينغ لشبونة.